# Вибори Президента Республіки Крим
Єдині в історії вибори Президента Республіки Крим відбулися 13 жовтня 1994 року. Президентські вибори в Криму були одним з найважливіших прецедентів кримської кризи, який заклав основу для українсько-російських міжнародних відносин.

## Передісторія
13 жовтня 1993 року Верховна Рада Республіки Крим утворила нову посаду, яка офіційно отримала назву «Президент Республіки Крим». Згідно з цим рішенням на січень 1994 року були призначені президентські вибори.

## Хід голосування
Перший тур виборів відбувся 16 січня 1994 року. Ніхто з шести кандидатів не зміг набрати понад 50,00% голосів виборців, через що був призначений другій тур, який відбувся 30 січня. Проросійський кандидат Юрій Мєшков виграв голосування з 72,9% голосів виборців. Кримський парламент відмовився реєструвати представників Народного Руху України 18 листопада 1993 р.

## Результати
| Місце      | Кандидати               | Висування                   | Перший тур (кількість голосів виборців) | Перший тур (кількість відсотків) | Другий тур(кількість голосів виборців) | Другий тур (кількість відсотків) |
| ---------- | ----------------------- | --------------------------- | --------------------------------------- | -------------------------------- | -------------------------------------- | -------------------------------- |
| 1          | Юрій Мєшков             | Блок «Росія» (РПК, НПК)     | 557.226                                 | 38,50 %                          | 1.040.888                              | 72,92 %                          |
| 2          | Микола Багров           | самовисування               | 254.042                                 | 17,55 %                          | 333.243                                | 23,35 %                          |
| 3          | Сергій Шувайников       | Російська партія Криму      | 196.324                                 | 13,56 %                          |                                        |                                  |
| 4          | Леонід Грач             | Комуністична партія України | 176.330                                 | 12,80 %                          |                                        |                                  |
| 5          | Іван Єрмаков            | самовисування               | 90.347                                  | 6,22 %                           |                                        |                                  |
| 6          | Володимир Веркошанський | самовисування               | 14.205                                  | 0,98 %                           |                                        |                                  |
| проти всіх |                         |                             |                                         |                                  |                                        |                                  |